# Mamele
Mamele (jiddisch מאַמעלע, polnisch Mateczka) ist eine jiddischsprachige Filmkomödie aus Polen von 1938 nach einem Theaterstück von Meir Schwarz.
Sie erzählt die Geschichte von Chawczy, die nach dem Tod der Mutter die Geschwister alleine großziehen muss und dabei in allerlei Verwicklungen gerät.
Die Hauptrolle spielte Molly Picon, die auch die Texte für die Lieder schrieb.
Es ist der vierte und letzte jiddische Film von Joseph Green in Polen. Er wurde zeitgleich mit dem dritten Film A briwele der mamen aufgenommen.

## Handlung
Der Film spielt in Łódź und dreht sich um Khavtshi Samet, eine Cinderella-Figur, die nach dem Tod ihrer Mutter die mütterliche Verantwortung für ihre Familie übernommen hat – daher der Titel Mamele oder „kleine Mutter“. Khavtshi muss für ihre undankbaren Familie einkaufen, kochen und aufräumen. Außerdem muss sie ihre Geschwister vor Ärger bewahren: Ihr jüngerer Bruder lässt sich mit Gaunern ein und ihre Schwester Berta interessiert sich für den Gangster Maks Katz. Eines Tages denkt Khavtshis aber einfach nur mal an sich und sie zieht bei dem gutaussehenden Musiker Schlesinger auf der anderen Seite des Hofes ein. In dieser Zeit der Neuorientierung stellt sich Khavtshi das Leben ihrer Großmutter in einer traumartigen Gesangs- und Tanzsequenz vor. Die Familie Samet bittet Khavtshi zurückzukommen, was sie mit Schlesinger dann auch tut. Der Film endet damit, dass Khavtshi damit beschäftigt ist, das Fest für ihre Hochzeit vorzubereiten.

## Hintergrund
Die satirische Sittenkomödie Mamele ist die zweite Zusammenarbeit zwischen Green und Picon nach ihrem Erfolg mit Yiddle with His Fiddle. Green, inzwischen amerikanischer Staatsbürger, bereitete gerade in Europa die Dreharbeiten zu A briwele der mamen vor, als Picons Ehemann (und Manager) vorschlug, dass die beiden einen weiteren Film drehen sollten. Picon schlug vor, das Stück von Mamele zu adaptieren, das sie Jahre zuvor auf der Bühne aufgeführt hatte, und obwohl Green zögerte, einen Film zu machen, der auf einem Stück basiert, stimmte er schließlich zu. Green überzeugte Besetzung und Crew von A briwele der mamen, die Produktion für einige Zeit zu verschieben, und Mamele wurde im Herbst 1938 innerhalb von sechs Wochen hauptsächlich in Warschau gedreht mit einigen Außenaufnahmen in Ciechocinek. Green achtete sehr darauf, viele Aspekte des typischen Schtetl-Lebens zu zeigen, indem es Feiertage, Nachtclubs, Arbeitslosigkeit und Gangstertum darstellte.